# Port lotniczy Owando
Port lotniczy Owando – port lotniczy położony w Owando, w Republice Konga. Jest to szósty co do wielkości port lotniczy tego kraju.